# Аурора Кампанья
Аурора Кампанья (італ. Aurora Campagna; нар. 4 серпня 1998, Савона, Лігурія) — італійська борчиня вільного стилю, срібна призерка чемпіонату Європи.

## Життєпис
Боротьбою почала займатися у віці 7 років. До того займалася синхронним плаванням, але їй довелося зупинитися, оскільки вона страждав на вушні інфекції. Пішла у секцію боротьби, тому що її дядько був тренером, і після декількох тренувань Аурора захопилася цим видом спорту. У 2018 році стала бронзовою призеркою чемпіонату світу серед юніорів.

## Спортивні результати на міжнародних змаганнях

### Виступи на Чемпіонатах світу
| Змагання                        | Збірна | Вагова категорія          | Місце |
| ------------------------------- | ------ | ------------------------- | ----- |
| Чемпіонат світу з боротьби 2019 | Італія | жіноча боротьба, до 62 кг | 24    |

### Виступи на Чемпіонатах Європи
| Змагання                         | Збірна | Вагова категорія          | Місце  |
| -------------------------------- | ------ | ------------------------- | ------ |
| Чемпіонат Європи з боротьби 2018 | Італія | жіноча боротьба, до 62 кг | 9      |
| Чемпіонат Європи з боротьби 2019 | Італія | жіноча боротьба, до 62 кг | Срібло |
| Чемпіонат Європи з боротьби 2020 | Італія | жіноча боротьба, до 62 кг | 13     |

### Виступи на Кубках світу
| Змагання                    | Збірна | Вагова категорія          | Місце |
| --------------------------- | ------ | ------------------------- | ----- |
| Кубок світу з боротьби 2020 | Італія | жіноча боротьба, до 62 кг | 10    |

### Виступи на інших змаганнях
| Змагання                                     | Збірна | Вагова категорія          | Місце  |
| -------------------------------------------- | ------ | ------------------------- | ------ |
| Турнір міста Сассарі з боротьби 2017         | Італія | жіноча боротьба, до 60 кг | 4      |
| Київський Міжнародний турнір з боротьби 2018 | Італія | жіноча боротьба, до 68 кг | 8      |
| Турнір Дана Колова — Николи Петрова 2018     | Італія | жіноча боротьба, до 62 кг | 7      |
| Турнір міста Сассарі з боротьби 2018         | Італія | жіноча боротьба, до 62 кг | Бронза |
| Henri Deglane Challenge 2018                 | Італія | команда                   | Золото |
| Klippan Lady Open 2019                       | Італія | жіноча боротьба, до 62 кг | 12     |
| Гран-прі Німеччини з боротьби 2019           | Італія | жіноча боротьба, до 62 кг | 13     |
| Турнір Дана Колова — Николи Петрова 2019     | Італія | жіноча боротьба, до 62 кг | 27     |
| Гран-прі Франції Анрі Деглана 2021           | Італія | жіноча боротьба, до 62 кг | 5      |

### Виступи на змаганнях молодших вікових груп
| Змагання                                       | Збірна | Вагова категорія          | Місце  |
| ---------------------------------------------- | ------ | ------------------------- | ------ |
| Чемпіонат Європи з боротьби серед кадетів 2014 | Італія | жіноча боротьба, до 56 кг | 12     |
| Чемпіонат світу з боротьби серед кадетів 2014  | Італія | жіноча боротьба, до 56 кг | 14     |
| Чемпіонат Європи з боротьби серед кадетів 2015 | Італія | жіноча боротьба, до 56 кг | 8      |
| Чемпіонат світу з боротьби серед кадетів 2015  | Італія | жіноча боротьба, до 56 кг | 17     |
| Чемпіонат Європи з боротьби серед юніорів 2018 | Італія | жіноча боротьба, до 62 кг | 8      |
| Чемпіонат світу з боротьби серед юніорів 2018  | Італія | жіноча боротьба, до 62 кг | Бронза |
| Чемпіонат Європи з боротьби серед молоді 2018  | Італія | жіноча боротьба, до 62 кг | 5      |
| Чемпіонат світу з боротьби серед молоді 2018   | Італія | жіноча боротьба, до 62 кг | 7      |
| Чемпіонат світу з боротьби серед молоді 2019   | Італія | жіноча боротьба, до 62 кг | 10     |